# Eulimnichus nitidulus
Eulimnichus nitidulus is een keversoort uit de familie dwergpilkevers (Limnichidae). De wetenschappelijke naam van de soort werd in 1854 gepubliceerd door John Lawrence LeConte.